# Église Saint-Phal d'Avirey
L'église Saint-Phal est une église catholique située à Avirey-Lingey, en France.

## Localisation
L'église est située dans le département français de l'Aube, sur la commune d'Avirey-Lingey.

## Historique
L'édifice est inscrit au titre des monuments historiques en 1925. Il a été reconstruit au XVIe siècle. La nef aurait dû comporter quatre travées. Le transept est doublé. Des deux portes, l'une datée de 1544 est de style Renaissance et rappelle la porte nord de Chaource.

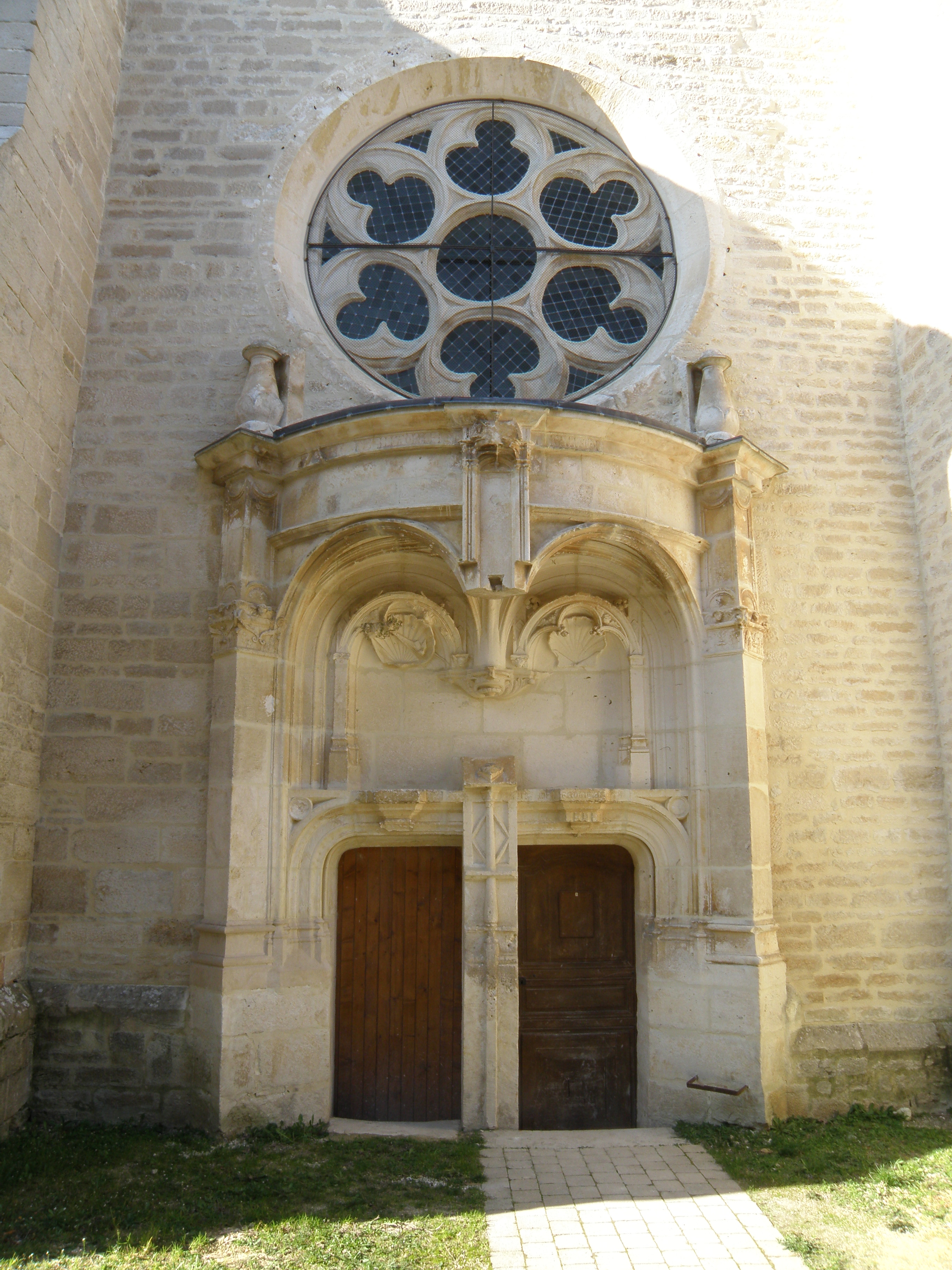
Portail sud.
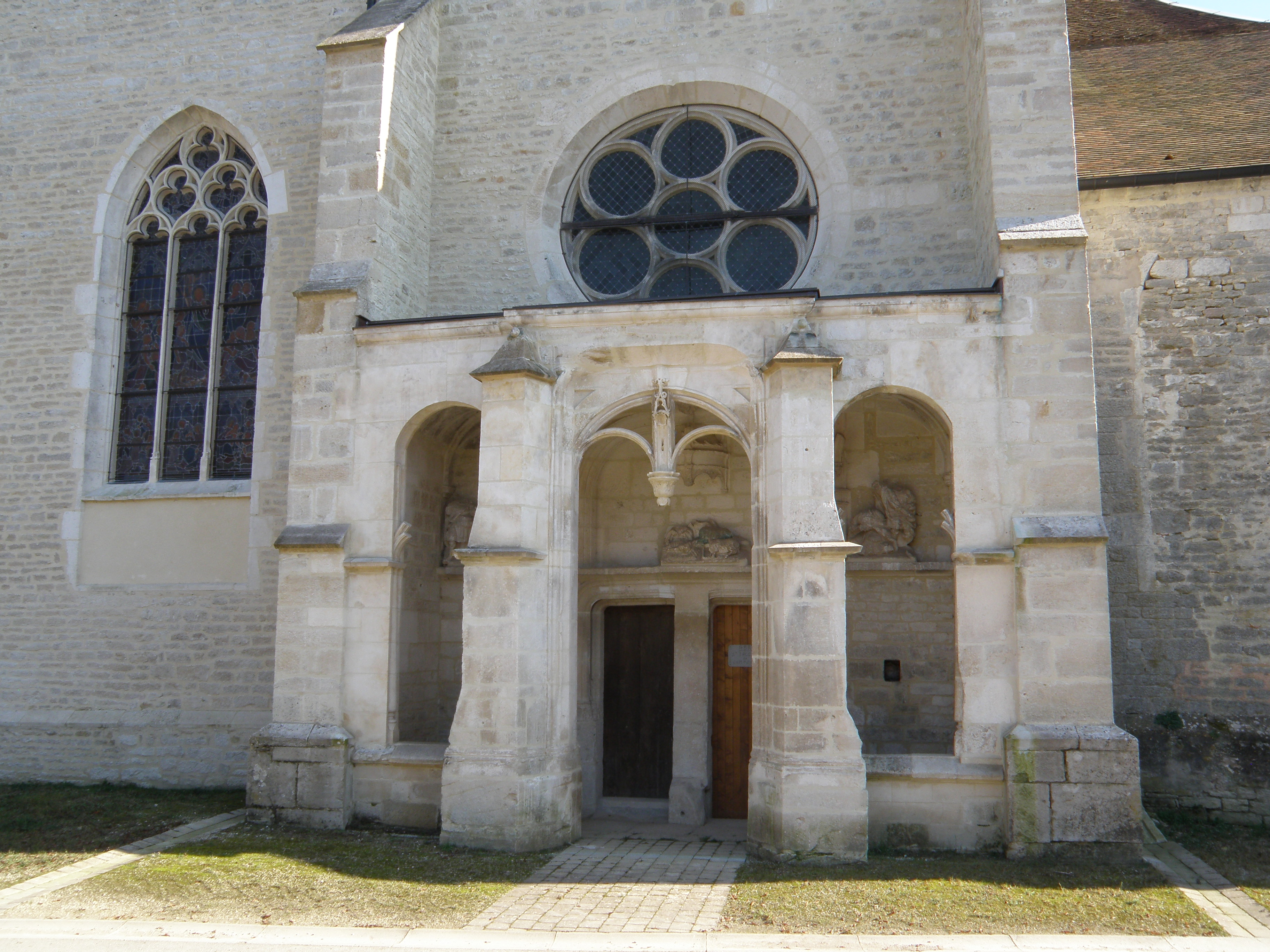
Portail nord.
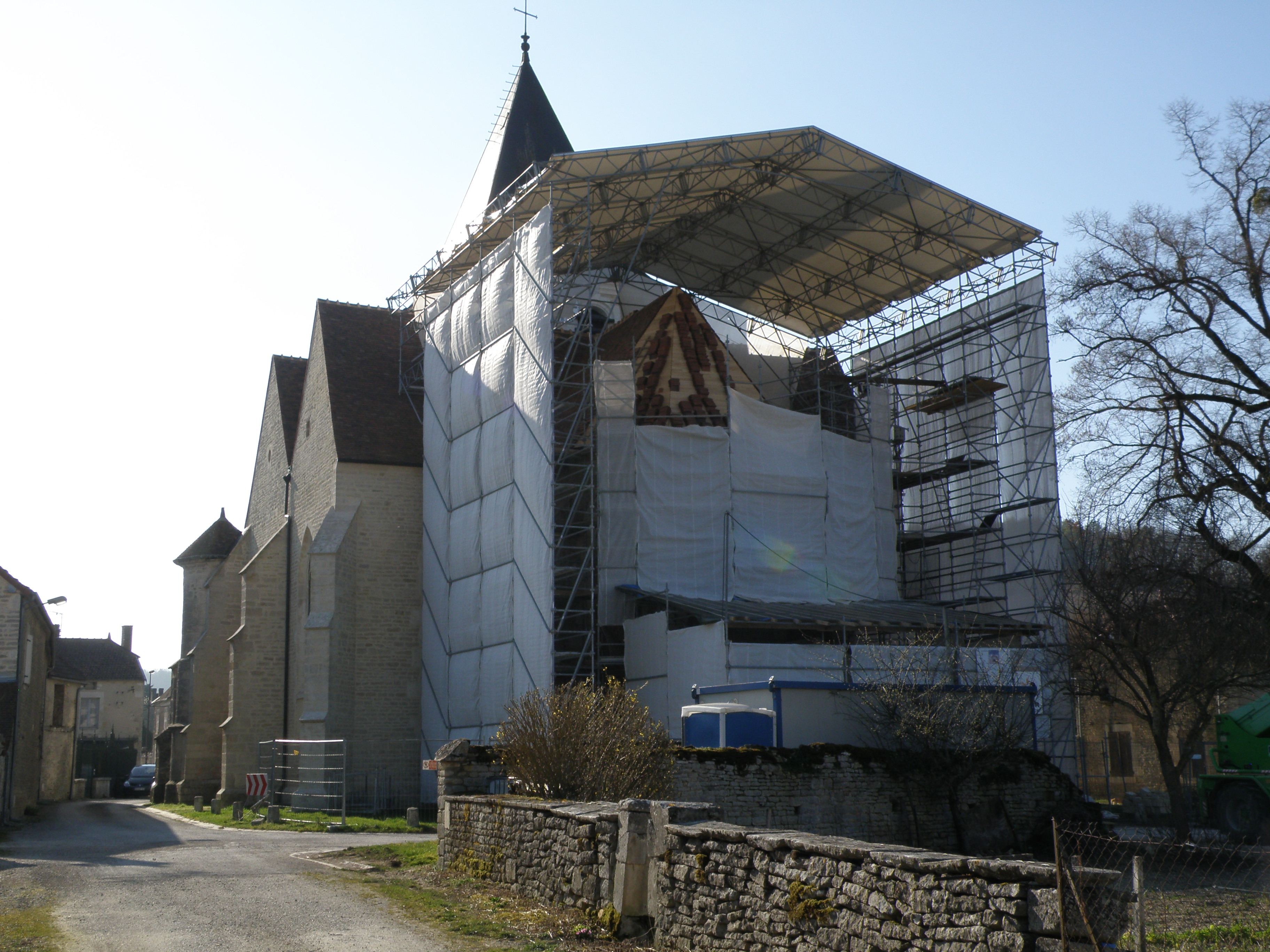
Restauration de l'église.